# The Unknown Terror
The Unknown Terror este un film SF de groază american din 1957 regizat de Charles Marquis Warren. În rolurile principale joacă actorii John Howard și Mala Powers.

## Prezentare
O femeie conduce o expediție într-o junglă îndepărtată pentru a-și găsi fratele de mult timp dispărut, dar, în schimb, descoperă un om de știință nebun care a creat o ciupercă monstruoasă care se hrănește cu locuitorii din zonă.